# Ivan III. Dukas Vatac
Ivan III. Dukas Vatac, nikejski cesar, * 1193, † 1254.
Ivan III. Dukas Vatac je bil nikejski cesar od 1222 do 1254. V času svoje vladavine se je boril proti Latinskemu cesarstvu, ki ga je pregnal iz Male Azije; prav tako je zavzel Solunsko kraljestvo. S tem je podvojil ozemlje Nikejskega cesarstva.